# Évelyne Lenton
Évelyne Lenton (pseud. di Évelyne Verrecchia; Angers, 16 dicembre 1945) è una cantante, compositrice e produttrice discografica francese.
Capace di esibirsi, oltre che nella sua madre lingua, anche in italiano, in inglese e in spagnolo, fu famosa negli anni sessanta in Francia e in Italia con il nome di Evy; più avanti, negli anni settanta, tornò alla ribalta con una versione disco di Black Is Black alla guida delle Belle Époque, gruppo femminile prodotto da suo fratello Albert.

## Biografia
Nata ad Angers nella Loira, Évelyne Lenton crebbe a Parigi (Saint-Germain-des-Prés) in una famiglia di musicisti; affiancati agli studi regolari compì anche quelli di danza, recitazione e pianoforte.
Insieme a suo fratello Albert (componente dei Pyrañas, poi divenuto noto con lo pseudonimo di Albert Weyman), musicista e aspirante produttore, costituì un gruppo, Les Titans; in seguito, ancora con Albert, diede vita ai Problèmes, che furono il primo gruppo di supporto del cantante italo-francese Antoine, e con il quale incisero Les élucubrations d'Antoine.
Con il nome di Evy fu presente come cantante d'apertura alle esibizioni parigine dei Beatles e dei Rolling Stones; non rinnovò il contratto che la legava alla casa discografica Barclay perché la famiglia aveva già deciso di trasferirsi in Italia alla metà degli anni sessanta; fu messa quasi subito sotto contratto dalla RCA Italiana e si stabilì a Roma, sempre tenendo il nome d'arte di Evy.
Iniziò una serie di concerti ed esibizioni dal vivo e pubblicò un album in stile rock e beat, con cover di successo quali Good Golly Miss Molly di Little Richard, divenuta un successo anche grazie alla trasmissione radiofonica Bandiera gialla di Renzo Arbore e Gianni Boncompagni, e L'abito non fa il beatnik sulla base di Keep on Running di Jackie Edwards, resa famosa dallo Spencer Davis Group.
Fino al 1969, insieme a un gruppo di musicisti messo insieme da suo fratello Albert, fu in giro per l'Italia, poi si trasferì nel Regno Unito, a Londra.
In tale Paese fu messa sotto contratto dalla EMI e continuò l'attività di concerti ed esibizioni dal vivo.
Incise in inglese Get Back on Your Feet (1975) ed ebbe una lunga relazione con Barry Dean, bassista dei Brian Auger's Oblivion Express.
Terminata l'esperienza inglese nel 1976 Évelyne Lenton pianificava un eventuale trasferimento negli Stati Uniti quando suo fratello le ventilò l'ipotesi di mettersi in proprio nell'attività di produzione; i due tornarono quindi in Italia ed ebbero l'idea di costituire un gruppo internazionale, guidato dalla stessa Lenton e composto anche dalla capoverdiana Jusy Fortes e la statunitense Marcia Briscoe, che prese il nome di Belle Époque: il primo successo giunse con Miss Broadway, brano composto da Albert Verrecchia, oramai noto come Albert Weyman; nel 1977, in piena Euro Disco, Belle Epoque uscì con una cover di Black Is Black (vecchio successo del decennio precedente degli spagnoli Los Bravos) che giunse al primo posto nel Regno Unito e sfondò anche sul mercato nordamericano, fatto insolito per un gruppo disco europeo.
Terminata l'epoca della disco music, nel 1982 Évelyne Lenton tornò all'attività da solista, anche se il nome Belle Epoque non fu mai formalmente dismesso, tanto che la cantante ha pubblicato dischi sia sotto il suo nome d'arte che con quello del gruppo da lei formato.
Per tutti gli anni ottanta lavorò in produzioni in lingua francese e inglese, e a cavallo del decennio successivo diradò l'attività per dedicarsi alla gestione del Belle Epoque Club, un'enoteca da lei aperta; tornata all'attività regolare nel 1992 per la WEA produsse, come Belle Epoque, versioni remixate di Miss Broadway e Black Is Black; dopo il 2000 ha continuato la sua attività dal vivo, affiancandola a quella di produzione discografica.

## Discografia parziale

### 45 giri
- 1965: Ma che magnifico ricordo / Giochi proibiti (Riviera, RIV 503) (come Evy)
- 1966: L'abito non fa il beatnik / Good Golly Miss Molly (RCA Victor, N 1497)
- 1967: Domani il mondo sarà nelle nostre mani / Io non so quello che ho (RCA Victor, N 1516)
- 1973: Long, Long Time / You And Me (Pathé, 3C 006 17912) (come Evy)
- 1973: Let's Rock and Roll / That's No Lie (BBB, BSB 0008)